# Kirchenkreis Oderbruch
Kirchenkreis Oderbruch – ewangelicki okręg kościelny (dekanat), który powstał 1 lipca 1998 z 2 samodzielnych okręgów: Kirchenkreisen Bad Freienwalde i Kirchenkreis Seelow.

## Podległość administracji kościelnej
Kościelny urząd administracyjny (Kirchliches Verwaltungsamt) we Frankfurcie nad Odrą wykonuje wszystkie zadania administracyjne gmin kościelnych z okręgu Kirchenkreis Oderbruch und Spree, ale również:
- Kirchenkreis An Oder und Spree,
- Kirchenkreis Fürstenwalde-Strausberg.

## Opis
Dzisiaj w jego skład wchodzi 76 gmin kościelnych i 15 parafii. Superintendentem jest Roland Kühne.
Siedziba superintendenta mieści się w Seelow. Okręg kościelny należy do diecezji Chociebuż (Sprengel Cottbus) Ewangelickiego Kościoła Berlin-Brandenburgia-śląskie Górne Łużyce (Evangelische Kirche Berlin-Brandenburg-schlesische Oberlausitz).

## Partnerstwo
Okręg prowadzi stałą, partnerską współpracę z innymi jednostkami administracji kościelnej:
- Ev. Kirchenkreis Moers (Rheinische Kirche)
- Ev. Kirchenkreis Essen-Mitte (Rheinische Kirche)
- gmina kościelna Kretynga (Litwa)
- gmina kościelna Paide (Estonia)